# Viitaluoto (ö i Satakunta, Björneborg, lat 61,74, long 21,77)
Viitaluoto är en ö i Finland. Den ligger i sjön Isojärvi och i kommunen Påmark i den ekonomiska regionen  Björneborgs ekonomiska region  och landskapet Satakunta, i den sydvästra delen av landet, 240 km nordväst om huvudstaden Helsingfors. Öns area är 1,4 hektar och dess största längd är 190 meter i öst-västlig riktning.